# 小行星19564
小行星19564（19564 Ajburnetti）是一颗绕太阳运转的小行星，为主小行星带小行星。该小行星于1999年5月13日发现。

## 轨道参数
小行星19564的轨道半长轴为2.3157735 UA，离心率为0.138。